# 임상 의사결정 지원 시스템
임상 의사결정 지원 시스템 (Clinical decision supporting system, CDSS)은 의사 및 기타 의료 전문가에게 임상 의사 결정 지원(CDS)을 제공하도록 설계된 의료 정보 기술 시스템이다. 일반적으로 진단, 치료 및 처방의 범위에서 의사 결정을 보조하며, 최근에는 과거 병력이나 의료 정보를 인공지능의 딥러닝 기술을 이용해 패턴을 학습하는 비지식기반 시스템이 주요한 연구 주제 중 하나로 다뤄지고 있다.

## 같이 보기
- 의사결정 지원 시스템